# Lugduno

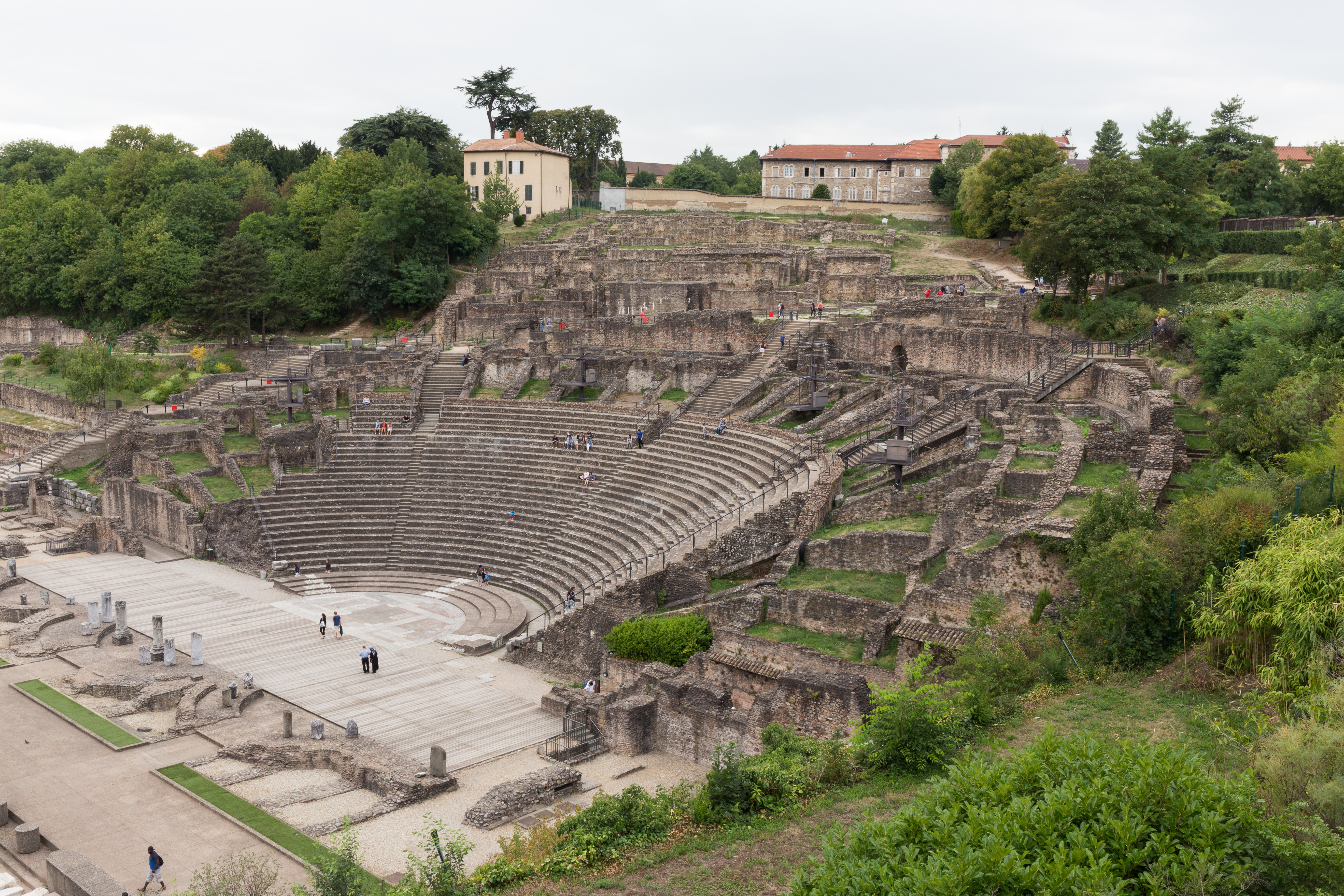
Antigo anfiteatro de Fourvière

Lugduno (em latim: Lugdunum) é o nome galo-romano de origem celta da atual cidade de Lyon, oficialmente fundada em 43 a.C., capital das Gálias desde 27 a.C., sob o impulso de Marco Vipsânio Agripa, general e genro de Augusto. Entretanto, o local é ocupado de forma contínua a partir do século VI a.C., bem antes da chegada dos romanos. Estes estabeleceram a sua colónia no topo da colina de Fourvière, mas a cidade irá largamente transbordar do local inicial, e acabará por ocupar a colina de Croix-Rousse e a península atual. Alguns historiadores colocaram a possibilidade de que fosse realmente uma ilha, a ilha dos Canabae.

## Origem do nome
Lugduno, de Lugudunum vem do nome de Lugo, irlandês Lug, galês Lleu, deus supremo da mitologia celta, com um suposto altar consagrado na atual colina de Fourvière, e do elemento celta -duno (fortaleza, colina).
O nome da cidade significa então «colina, fortaleza do deus Lugus», sendo o nome talvez ele mesmo próximo da palavra gaulesa lugos, nome do corvo que anuncia a presença de Lug na mitologia celta, talvez equivalente à palavra latina lux, lucis (luz), Lugus sendo uma divindade solar e da luz. Outras cidades tiveram o nome de Lugduno, tais como Laon no departamento de Aisne, Saint-Bertrand-de-Comminges (Lugduno dos Convenas) no Alto Garona assim como as cidades de Loudun no departamento de Vienne e de Leyde nos Países Baixos.

## Lenda
Tal como Roma foi fundada por Rómulo e Remo, Lugduno deve a sua criação a duas personagens celtas, ao druida Momoros e ao rei Atepômaro:
O tratado sobre os rios De fluviis, atribuído a Plutarco, relata a criação de Lyon:
«O Arar é um curso de água da Gália celta, assim chamado até à sua união com o Ródano (...) Perto desse rio eleva-se um monte chamado Lougdouno; mudou de nome por esta razão: Momoros e Atepômaro, despoletados de poder por Seseroneus, vieram a essa colina, obedecendo a um oráculo, para ali criarem uma cidade. Quando escavavam as suas fundações, de repente, apareceram corvos, de todos os lados, que encheram as árvores nos arredores. Então Mômoros, perito em presságios, chamou a cidade Lougdounon. No seu dialeto, corvo designa-se lougos e uma eminência dounon como o relata Clitophon, no livro 13 das fundações urbanas.»

## Pré-história

### Neolítico e Idade do Bronze

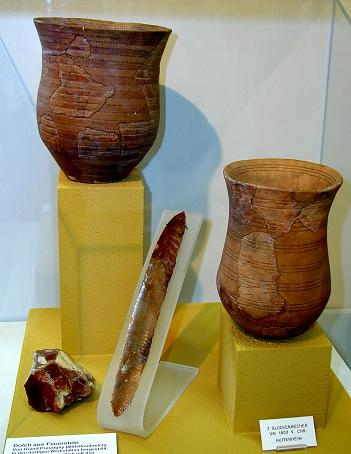
Cerâmicas campaniformes

Existem provas da presença humana no local em diferentes períodos, mas a sua permanência não está provada. A maioria das descobertas foram feitas no quarteirão de Vaise e no lado oriental da colina de Duchère.
Foram encontrados numerosos objetos: pontas de setas em sílex do Mesolítico (12 000 a.C.), sílex e ossadas de animais domesticados (rua das Tuileries), 
postholes, sílex e uma ponta em cristal de rocha (rua Mouillard) datando do Neolítico (5500–4 900 a.C.). A cultura de Chassey-Cortaillod-Lagozza é comprovada no período Neolítico de 4800 a 3 500 a.C., e uma colónia agrícola (sítio da antiga fábrica Rhodiacéta, quarteirão Saint-Pierre) do Neolítico médio de Borgonha (4000–3 000 a.C.). No fim do Neolítico (3500–2 500 a.C.) encontramos postholes, vasos e frascos de grão, ossadas de boi, de gato e de coelho (rua Gorge de Loup). A Cultura campaniforme (2500–2 100 a.C.) é comprovada pela cerâmica em forma de sino.

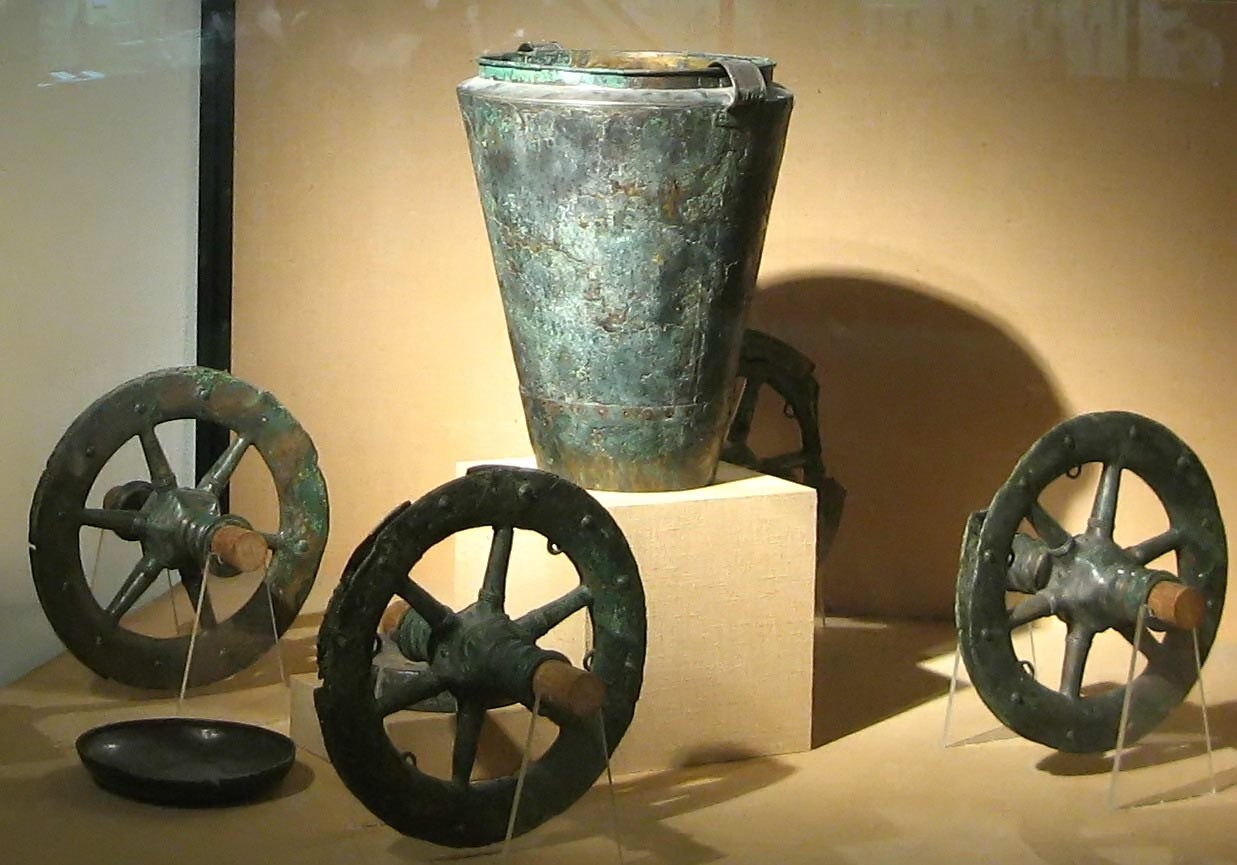
Carro cerimonial, no Museu galo-romano de Fourvière

Durante a idade do bronze (2200–800 a.C.), o local é pouco povoado, em conformidade com o empobrecimento do solo: são descobertas pequenas zonas para cozinhar (c. de 2000 a 1 500 a.C., na rua Mouillard), uma sepultura para urnas (rua Gorge de Loup), vestígios de habitação (Croix-Rousse) e um depósito de objetos em bronze (Vernaison).

### Primeira idade do ferro
Numerosos vestígios de habitação foram descobertos no quarteirão de Vaise (rua Marietton, rua do Souvenir, quarteirão de Gorge de Loup, rua do Dr Horand): fragmentos de recipientes para essências (balsamário) em vidro azul, de casas em madeira, restos alimentares, paliçadas, túmulos, cerâmica em abundância (principalmente ânforas de vinho de origem etrusca e de Marselha), e objetos em ferro (espadas).
Esses vestígios atestam a existência de comércio de vinho entre o litoral mediterrânico e o norte (século VI). Na ausência de artefatos mais elaborados, não podemos falar em aldeia ou vila.

### Segunda idade do ferro
Em 1989, a análise feita por Christian Goudineau refuta a presença de uma importante ocupação pré-romana. Os arqueólogos sugeriam, há já algum tempo, que se tratavam de vestígios de acampamentos militares romanos.
Em Fourvière, as análises são reinterpretadas pela arqueologia moderna e as datas são recalculadas. Esses vestígios, que se pensavam da mesma época da colónia romana, primeiramente interpretadas como as de um acampamento militar, são na realidade mais antigas em cinquenta a cem anos: as valas descobertas, largas de alguns metros e compridas em algumas centenas de metros, delineiam várias zonas com numerosas ossadas de animais e ânforas de vinho provenientes da Itália. Não se pode concluir que seja um habitat permanente devido à quase ausência de objetos ligados à vida quotidiana. Mas a interpretação da presença dessas dezenas de milhares de ânforas e de ossadas dão vida aos imensos banquetes gauleses supostamente imaginários descritos nos textos (Filarco, Histórias, citado por Atenas IV, 34). Os restos e as valas descobertos em Fourvière sugerem a presença de vários milhares de convivas nesses recintos provisórios. A multitude do fenómeno no perímetro de Fourvière não é trivial. Os sítios arqueológicos semelhantes da Gália indicam que se tratam de grandes santuários ou de futuras capitais de tribos gaulesas.
No quarteirão de Saint-Vincent , as escavações feitas em três pontos do local revelam ocupação no período chamado de Hallstatt: vestígios de carvão de madeira e fragmentos de cerâmica doméstica. Do início do século I ao IV a.C., encontramos uma oficina de cerâmica e fornos circulares.
Bem que a cidade esteja oficialmente datada de 43 a.C., a zona arqueológica da rua do Souvenir mostra a existência de um empório (porto fluvial). Localizado na fronteira do mundo romano (a cidade romana de Viena Alóbrogo está a menos de 30 km a sul), o empório fazia a ponte entre as culturas romanas e gaulesas, servindo igualmente de porto de transbordo. A cerâmica indígena encontrada traduz a intensidade do comércio entre Segusiavos e éduos, sendo este últimos «amigos» dos Romanos desde o século II a.C..

### Conclusões
A arqueologia corrobora a toponímia: Lugduno é a colina ou fortaleza (dunum) dedicada ao deus Lug.  Calemburgo histórico, teónimo e topónimo, direcciona, tanto em latim como em celta, para a mesma raiz: a luz. Lug é identificado com Mercúrio onde reencontramos, sem que possamos falar em coincidência, dois santuários no próprio sítio arqueológico de Fourvière, em Saint-Just.
A histórica fundação em 43 a.C. não é mais que uma etapa na história da cidade. As escavações feitas desde 1990 comprovam a contínua presença humana desde o século VI a.C.

## História

### Fundação

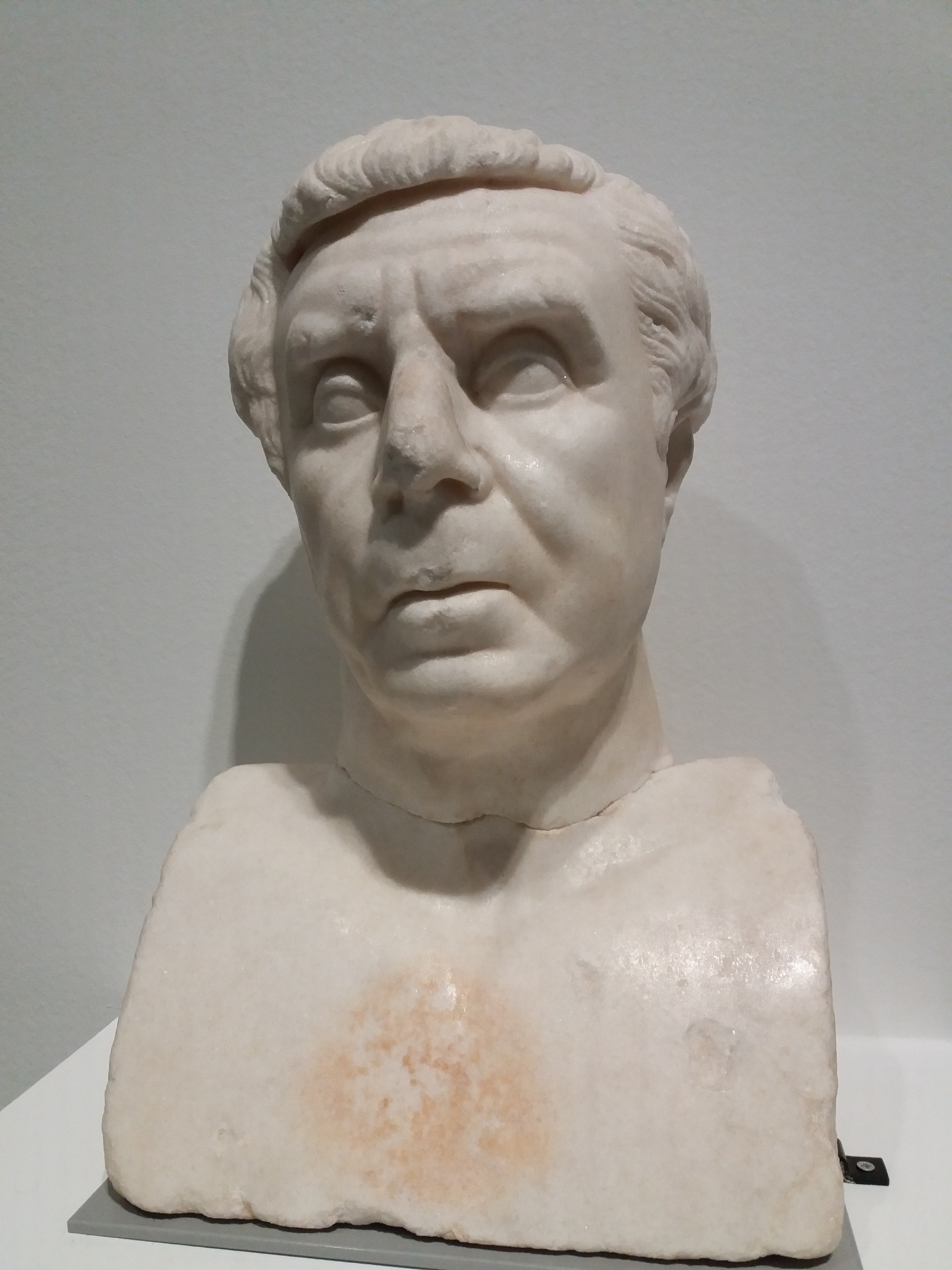
Lúcio Munácio Planco (?), fundador de Lyon, estátua em Lyon

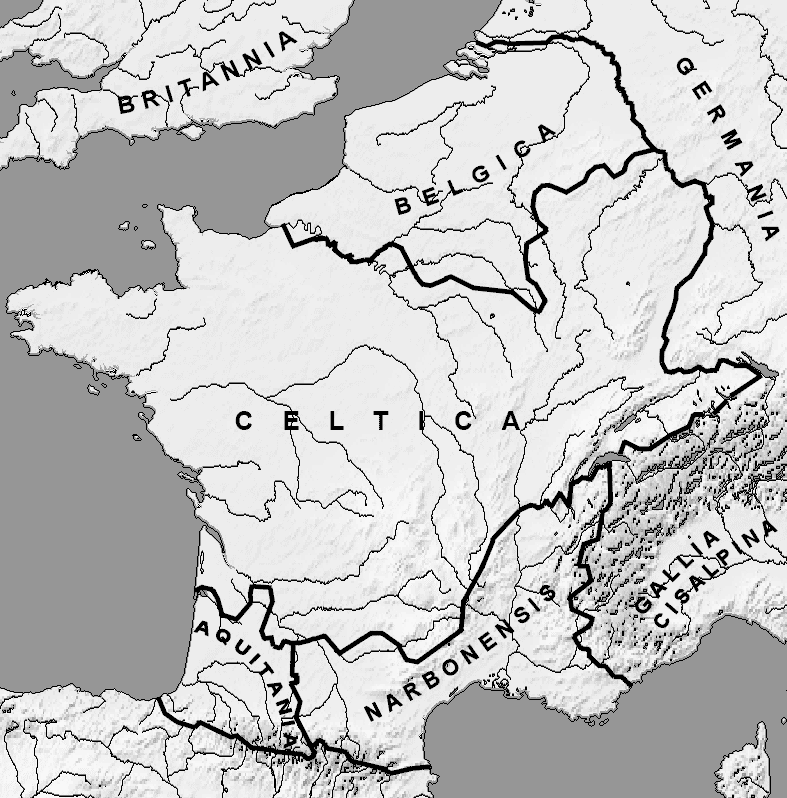
As diferentes partes da Gália em

Os Alóbroges, povo gaulês que ocupava a Savoia e Delfinado (norte da província romana de Narbonesa), revoltaram-se contra Roma em 61 a.C. em Solonion. Em 58 a.C., César encontra-os mal colocados. Teria estabelecido, após a conquista da Gália (de 58 a 52 a.C.), um plano de construção de cidades como o objetivo de estabelecer e a pacificar os territórios recentemente conquistados. Teriam sido assim fundadas, num eixo sudoeste nordeste, as cidades de Lugduno (Lyon), Novioduno (Nyon, na Suíça) e Augusta Ráurica (Augst, perto de Basileia, na Suíça).
Primeiro cria a colónia de Júlia Viena (Vienne  , em 46 a.C.) : os Alóbroges perdem a sua independência mas aparentemente mantêm-se fiéis a César, que «honra» essa colónia a favor de seus velhos soldados. A cedência obrigatória de terras e das inevitáveis injustiças colocam os Alóbroges particularmente hostis a esses soldados e aos aventureiros que os seguem. Aproveitando o período de instabilidade provocado pelo assassinato de Júlio César, os Alóbroges expulsam os colonos.
A 26 de abril de 43 a.C. Lúcio Munácio Planco, governador da Gália, convicto cesariano (tal como os colonos expulsos de Vienne), encabeça as legiões na fronteira entre os dois governos. Atravessa o Reno e ocupa todo o território dos Alóbrogos. Em novembro de 43 a.C. Vienne é condenada a pagar aos veteranos expulsos uma renda perpétua e perde parte do seu território colonial para Lugduno. É-lhe retirado o estatuto de direito romano e vê-se sujeita ao direito latim, sinónimo de vantagens restritas (só em 39 é que o imperador Calígula concederá novamente o direito romano à cidade).
Christian Goudineau lança esta hipótese: a ocupação do topo da cidade pelos refugiados de Vienne seria anterior à fundação. Munácio Planco teria apenas confirmado o local dando-lhes algumas condições do direito romano.
Interpretando a correspondência entre Munácio Planco e Cícero, ele propõe outro cenário: os Alóbrogos expulsam de sua capital (Vienne) os colonos ali  colocados por Tibério Nero (aos quais conferira o direito latim). Estes fogem para o local da futura Lugduno onde já se encontra um empório gerido por compatriotas (Itálicos e Messaliotes ?). Os refugiados protestam junto ao senado que, nesse período instável, não reage. Renovam os protestos e o Senado manda dois governadores (Lépido, como governador da Gália Cisalpina (onde se situa Vienne), e Lúcio Munácio Planco, como governador da Gallia comata (onde se situa o sítio de Lugduno, no território dos Sesugiaves), para resolverem essa crise, algo parcialmente confirmado por Dion Cassius, bem que ele liga a situação aos consecutivos problemas desencadeados pelo assassinato de Júlio César em 44 a.C. (os seus generais rebelam-se contra o senado romano que manda os dois governadores criarem uma colónia romana no topo da colina de Fourvière (Fórum Velho) para um grupo de refugiados expulsos da cidade romana de Vienne pelos Alóbroges, para os impedir de se juntarem às suas tropas a cavalo de Marco António).
Como terminar com a crise ? Será necessário reinstalar os colonos em Vienne e esperar uma insurreição dos Alóbroges (que sabemos terem sido entre os últimos a reconhecer a autoridade de Roma e que são temidos pelas forças militares) ? É provável que não. Seria desacreditar Roma que promete e garante terras (principalmente) aos veteranos. Vienne era uma colónia de direito latina (baixo estatuto que obrigava os habitantes a passarem pela magistratura para obterem a cidadania romana e terem o direito romano). Munácio Planco terá proposto uma solução viável para todos: para evitar nova tensão com os Alogrobes os refugiados poderiam construir uma colónia com direito romano (bem que a correspondência de Cícero mencionasse uma última dificuldade). Os primeiro chegados (podemos ter uma ideia observando um relevo descoberto em Glano mostrando legionários armados) seriam então veteranos expulsos de Vienne, cidade à qual eles mesmos e seus descendentes ganharam ódio resultando na crise de 69.
Para Jacques Gascou não parece possível idealizar a fundação de uma colónia latina em Vienne anterior a Octávio: os Romanos teriam sido expulsos de Vienne durante a revolta de Catugnatos em 62 a.C.. Esses negociadores (negociatores) ter-se-iam colocado no sítio de Lyon, fornecendo a base para a fundação de uma colónia romana.

### Ritual da fundação
O epitáfio do túmulo de Lúcio Munácio Planco sugere que ele fora o único fundador da cidade. Uma fonte mais tardia, Eusébio de Cesareia, atribui igualmente a Munácio Planco a sua fundação, no ano 728 de Roma.
Planco cria a cidade sob o nome de Colônia Cópia Félix Munácia Lugduno (em latim: Colonia Copia Felix Munatia Lugdunum) a 9 ou 10 de outubro do ano de 43 a.C., uma data calculada segundo o eixo do decúmano, que Amable Audin coloca na atual rua Cléberg. Segundo Gabriel Chevallier, Munácio Planco não teria feito mais do que «traçar os limites da nova cidade por meio de uma charrua puxada por um touro branco e um novilho, seguindo um ritual sagrado, à volta de um eixo central este-oeste (...)».

### Lugduno, capital das Gálias (27 a.C./69 d.C.)
Ao longo dos século I a.C. e século I, a cidade foi objeto de atenção dos imperadores. Augusto foi três vezes à cidade, entre 16 e 8 a.C.; Druso, irmão do futuro imperador Tibério, residiu na cidade entre 13 e 9 a.C., e ali nasceu o seu filho em 10 a.C., o futuro imperador Cláudio. A cidade recebe também a visita dos imperadores Calígula (37–41) e de Cláudio (43–44).

#### Augusto (27 a.C./14 d.C.): Lugduno é a capital das Gálias

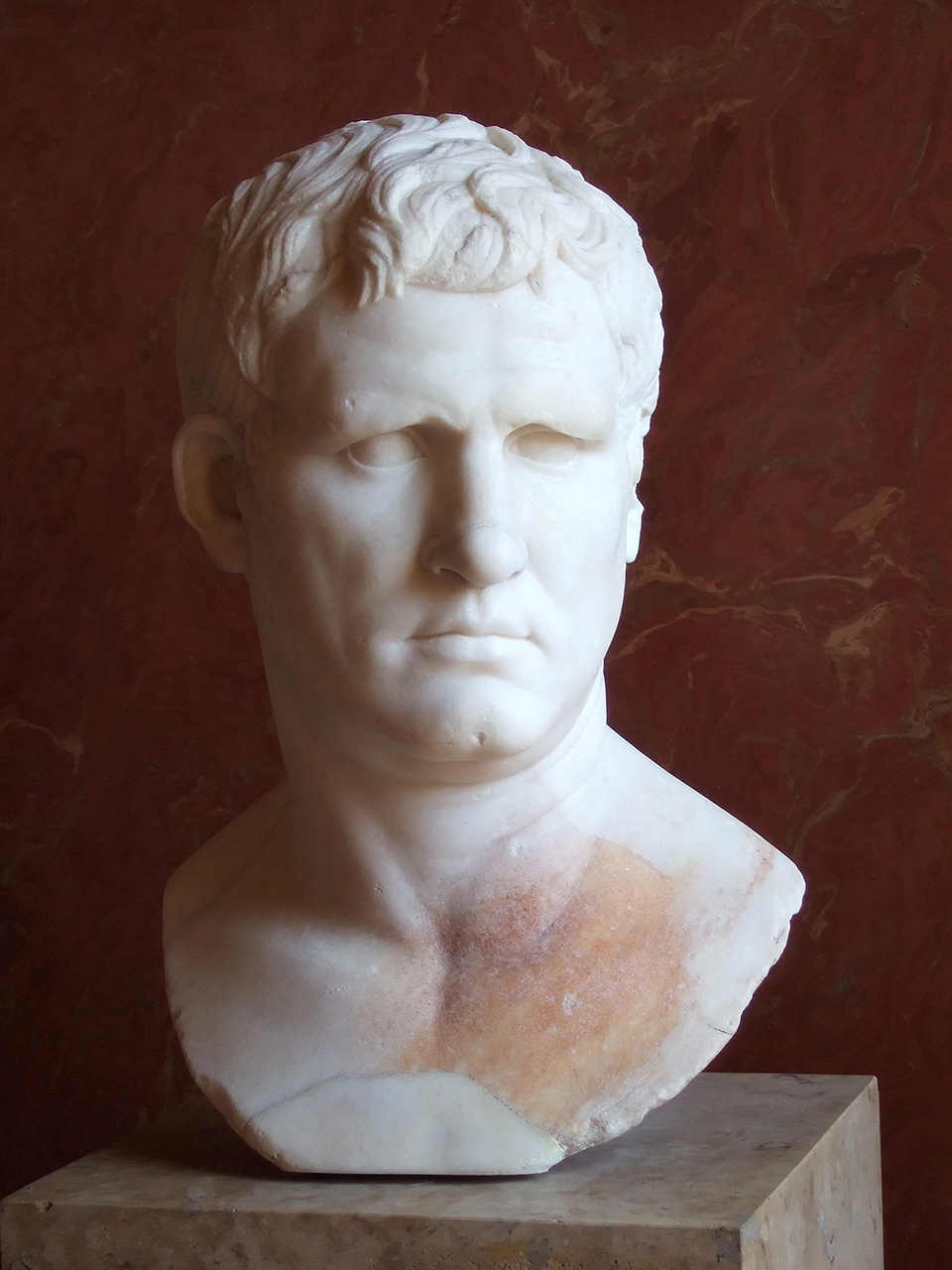
Busto de Agripa (Museu do Louvre)

Em 27 a.C. o general Agripa, genro e ministro de Augusto, divide a Gália. Lugduno torna-se a capital da província da Gália Lugdunense e a sede do poder imperial para as três províncias gaulesas. Adquire então o título de "capital das Gálias".
Desde 19 a.C. que Augusto organiza a rede urbana que acolhe as quatro vias abertas através da Gália. Estrabão indica também "Agripa traça as estradas desde Lugduno (Lyon), a primeira (...) em direção ao país dos Santões e Aquitânia, a segunda para o Reno, a terceira para o oceano pelo país dos Belóvacos e dos Ambienos, a quarta para (...) Narbona e Marselha".
A alimentação de água na cidade continua um enigma, pois é difícil obter uma data correta dos aquedutos. Os arqueólogos colocam a construção do primeiro aqueduto (Yzeron) sob o reinado de Augusto, provavelmente entre 20 e 10 a.C., partindo do princípio da existência de um acesso à bacia do rio, facilitado pelas novas redes de vias romanas de Agripa.

## Romanos nascidos em Lugduno
Dois imperadores romanos nasceram em Lyon  Cláudio, nascido em 10 a.C., e Caracala, nascido em 186.
Também nasceram em Lugduno Germânico. Este último talvez nascido em Lugduno por volta de 10 a.C., e morto por volta de 39; e Públio Septímio Geta, irmão do imperador Caracala.